# Pseudodiaptomus brehmi
Pseudodiaptomus brehmi is een eenoogkreeftjessoort uit de familie van de Pseudodiaptomidae. De wetenschappelijke naam van de soort is voor het eerst geldig gepubliceerd in 1938 door Kiefer.